# 物料需求计划
物料需求计划（英語：Material Requirements Planning），是一种企业管理软件，实现对企业的库存和生产的有效管理。

## MRP的目的
MRP要达到的目标是在尽量控制库存的前提下，保证企业生产的正常運行。
在MRP發展之前，物料的訂購與排程受阻於兩種困難。其一，是建立日程、追蹤大量的零組件、以及應付日程和訂單改變等繁重的工作；其二，是未能分辨相依需求以及獨立需求間的差異。太多時候，將針對獨立需求而設計的技術，用於處理組裝的項目，因而導致存貨過剩。結果，製造業的存貨規劃與排程出現了重大的問題。
在1970年代，製造業開始體認獨立與相依需求的重要性，並以不同的方法處理這兩種項目。目前許多公司已經將繁重的紀錄保存以及物料需求負擔移轉到電腦系統上，即MRP系統。

## MRP的原理
在MRP软件中，将企业生产过程中可能使用到的原料、半成品、产品等看作物料，并通过将物料按照结构和需求关系分解为物料清单（Bill of Material，BOM），根据物料清单计算各种原料的最迟需求时间和半成品的最迟生产时间。
MRP的程序是採用主日程（Master Schedule）所制定的需求，運用物料清單，以前置時間往前推移，將其分解成裝配件、零件、和原料在各階段的需求。經由分解物料清單所產生的數量，就稱為毛需求（Gross Requirement）；是不考慮任何現有庫存量或預定接收的需求。為了配合主生產排程（Master Process Schedule，MPS），實際上要取得的物料則是淨需求（Net Requirement）。淨需求的決定即為MRP程序的核心；計算方法為毛需求減去現有庫存與預定接收量的總和，然後視需求加上安全存貨的需求。最後依據淨需求以及前置時間推算出工單的發出時間以及數量。

## MRP的输入信息和输出信息
- 输入: 
  - 根据销售和预测确定的主生产计划（Master Production Schedule, MPS）
  - 物料清单
  - 存货数量和在库但已发出货物数量即存貨資料檔(inventory of files)
- 输出：
  - 訂單
  - 存貨

## MRP的来源和发展
MRP的前身是订货点法，在订货点法的基础上，将物料需求分为独立和非独立需求分别加以处理，同时在库存状态数据中引入了“时间分段”的概念。
在MRP的基础上，发展出闭环MRP、MRPII和ERP。